# Centaurea tenorei
Centaurea tenorei — вид квіткових рослин родини айстрових (Asteraceae). Ареал: пд. Італія; інтродукований до Німеччини.